# Carlos Peppe
Carlos Eduardo "Edu" Peppe Britos (sinh 28 tháng 1 năm 1983) là một cầu thủ bóng đá Andorra gốc Uruguay thi đấu cho FC Andorra ở Segona Catalana, ở vị trí tiền vệ.

## Sự nghiệp
Peppe bắt đầu sự nghiệp tại Defensor Sporting năm 2002, và chuyển đến Cerrito năm 2005. Anh ký hợp đồng cho Sant Julià năm 2007.
Anh ra mắt quốc tế cho Andorra năm 2011.